# Susan Jacoby
Pour les articles homonymes, voir Jacoby.
Susan Jacoby, née le 4 juin 1945, est une auteure américaine à succès. Son ouvrage The Age of American Unreason (2008) portant sur l'anti-intellectualisme américain, a été classé parmi les best-sellers du New York Times.
Connue pour ses engagements athées et sécularistes, Susan Jacoby obtient ses diplômes à l'Université d'État du Michigan en 1965.
Elle vit actuellement à New York et est directrice de programme à la branche new-yorkaise du Center for Inquiry.

## Publications
- Moscow Conversations (1972)
- The Friendship Barrier: Ten Russian Encounters (1972, British edition)
- Inside Soviet Schools (1974)
- The Possible She (1979)
- Wild Justice: The Evolution of Revenge (1983)
- Soul to Soul: A Black Russian American Family, 1865-1992 (avec Yelena Khanga) (1994)
- Half-Jew: A Daughter's Search for Her Family's Buried Past (2000)
- Freethinkers: A History of American Secularism (2004)
- The Age of American Unreason, Pantheon (2008)
- Alger Hiss and the Battle for History (2009)
- Never Say Die (2011)
- The Great Agnostic: Robert Ingersoll and American Freethought (2013)